# 중선

삼각형의 세 중선과 그 무게중심

중선이란 삼각형에서 한 꼭짓점과 마주보는 변의 중점을 이은 선을 말한다.

## 사용 예
평면 위의 한 삼각형에서 세 중선의 교점은 그 무게중심이 된다. 여기서 무게중심은 한 중선을 2:1로 내분하는 점이기도 하다.

## 같이 보기
- 각의 이등분선